# Älgträsket (Jörns socken, Västerbotten)
Älgträsket är en sjö i Skellefteå kommun i Västerbotten och ingår i Skellefteälvens huvudavrinningsområde. Sjön har en area på 1,21 kvadratkilometer och ligger 249 meter över havet. Sjön avvattnas av vattendraget Älgträskbäcken. Vid provfiske har abborre, gers, gädda och mört fångats i sjön.

## Delavrinningsområde
Älgträsket ingår i det delavrinningsområde (722141-169536) som SMHI kallar för Utloppet av Älgträsket. Medelhöjden är 272 meter över havet och ytan är 8,56 kvadratkilometer. Det finns inga avrinningsområden uppströms utan avrinningsområdet är högsta punkten. Älgträskbäcken som avvattnar avrinningsområdet har biflödesordning 4, vilket innebär att vattnet flödar genom totalt 4 vattendrag innan det når havet efter 83 kilometer. Avrinningsområdet består mestadels av skog (59 procent) och sankmarker (10 procent). Avrinningsområdet har 1,21 kvadratkilometer vattenytor vilket ger det en sjöprocent på 14,2 procent.